# Kortnosad sjöhäst
Kortnosad sjöhäst (Hippocampus hippocampus) är en av två arter inom släktet sjöhästar som förekommer i europeiska vatten.

## Utseende
Den kortnosade sjöhästen har brunaktig kroppsfärg, oftast tämligen mörk. Den blir upp till 15 centimeter lång. Nosen är som namnet antyder kort, utgör mindre än en tredjedel av huvudlängden. Till skillnad från den nära släktingen långnosad sjöhäst saknar den i regel några flikar på huvud eller kropp. 

## Utbredning
Arten förekommer nära kusten från Svarta havet och Medelhavet, och vidare utmed spanska, portugisiska och franska kusten så långt norrut som Engelska kanalen. Sällsynt observeras den i södra Nordsjön.

## Vanor
Den kortnosade sjöhästen lever i kustnära, tidvattenspåverkade tångbälten, där gripsvansen kommer till användning. Den livnär sig av zooplankton som den suger i sig med den snabelliknande munnen. Lektiden sträcker sig från april till oktober. De omkring 2 millimeter stora äggen kläcks efter en knapp månad. Ynglens längd när de lämnar pappans yngelpåse är omkring 15 millimeter.